# Better than Today
Singles de Kylie Minogue
Higher
(2010) Put Your Hands Up (If You Feel Love) (en)
(2011)
Better than Today un single de la chanteuse Kylie Minogue extrait de son album Aphrodite (2010).